# Нумата (Ґумма)

36°38′45″ пн. ш. 139°2′39″ сх. д. / 36.64583° пн. ш. 139.04417° сх. д.
Нума́та (яп. 沼田市, ぬまたし, МФА: [numata ɕi̥]) — місто в Японії, в префектурі Ґумма.

## Короткі відомості
Розташоване в півнчіно-східній частині префектури, у верхів'ях річки Тоне, в центрі западини Нумата. Виникло на основі середньовічного призамкового містечка, яким володіло декілька самурайських родів — Санада, Хонда та Токі. Отримало статус міста 1 квітня 1954 року. Основою економіки є вирощування лісів, деревообробка, виробництво меблів. Місто є передвірком до гір Нікко та боліт Одзе. Станом на 1 жовтня 2007 площа міста становила 443,37 км². Станом на 1 серпня 2008 населення міста становило 51 955 осіб.